# Onthophagus schwaneri
Onthophagus schwaneri é uma espécie de inseto do género Onthophagus, família Scarabaeidae, ordem Coleoptera.
Foi descrita cientificamente por Snellen Van Vollenhoven em 1864.